# Entomacrodus caudofasciatus
Entomacrodus caudofasciatus är en fiskart som först beskrevs av Regan, 1909.  Entomacrodus caudofasciatus ingår i släktet Entomacrodus och familjen Blenniidae. Inga underarter finns listade i Catalogue of Life.